# Лавровский, Алексей Алексеевич
Алексей Алексеевич Лавровский (1810, Вышневолоцкий уезд, Тверская губерния, Российская империя — 30 января (11 февраля) 1896, Санкт-Петербург, Россия) — протоиерей Русской православной церкви.

## Родители
- Отец — Алексей Стефанович Оглоблин (12.3.1782—19.8.1846), протоиерей села Выдропужск, Новоторжского уезда, Тверской губернии (Тверская епархия).
- Мать — Наталья Ивановна Оглоблина (12.8.1789—11.12.1870).

## Биография
Родился в семье, насчитывавшей 19 детей, из которых известны также - Пётр и Николай.
Окончил Тверскую духовную семинарию, после чего с 1831 по 1835 год обучался в Санкт-Петербургской духовной академии (XI выпуск).
16 февраля 1836 года, согласно прошению, был рукоположен в сан священника к Симеоновской церкви, с определением на должность законоучителя в Нарвскую школу Санкт-Петербургского Патриотического общества; эту должность исполнял в течение 25 лет.
По указу Духовной консистории от 29 мая 1842 года присутствовал при освидетельствовании сметы на 92676 руб. 36 коп. в Троице-Сергиевой пустыни.
В то же время, по определению Святейшего Синода, был членом комитета по составлению проекта иконостаса и стенной живописи для строящегося Исаакиевского собора в городе Санкт-Петербурге.
По указу Духовной консистории состоял членом ревизионного комитета по экономическим отчётам Санкт-Петербургской духовной семинарии, которые проверял за годы с 1844 по 1856 гг..
С 1850 г. был членом комитета для проверки снимка святых угодников российской церкви, представленного мещанином Михаилом Шишкиным.
В 1858 году о. Алексий состоял членом строительной комиссии по переделке и исправлению домов Симеоновской церкви, а также членом комиссии по осмотру и описи Санкт-Петербургского Епархиального попечительного дома.
Кроме того, в разные годы, по указам Духовной консистории, произвёл семь следствий относительно лиц духовного звания в г. Санкт-Петербурге и Петербургской епархии, руководил находящимися под епитимиёй, примирял между собой лиц, находившихся в семейных разногласиях.
В 1873, 1874 и 1876 годах состоял катехизатором в Троицком соборе, что на Петербургской стороне.
В 1873 году устроил при Троицком приходе Попечительное общество о бедных, председателем которого состоял до своей кончины.
Церковно-пастырская служба о. Алексия, свидетельствовала как о доверии и уважении к нему епархиальной власти, так и о его характере и личных его качествах.
Скончался протоиерей Алексий Лавровский 30 января 1896 года в 11 часов утра. Похоронен на Митрофаниевском православном кладбище г. Санкт-Петербург.

## Награды
«За похвальное поведение и ревностное исполнение», возлагавшихся на него обязанностей о. Алексий Лавровский был многократно награждён высшим начальством.
В 1848 году был возведён в сан протоиерея, с назначением быть настоятелем Симеоновской церкви г. Санкт-Петербург.
В 1867 году был перемещён к Троицкому собору, что на Петербургской стороне, так же настоятелем.
В 1873 году награждён орденом св. Анны 2-й степени.
В 1877 году награждён орденом св. Владимира 4-й степени.
В 1881 году, по поводу 45-летия священства, получил от прихожан и духовных детей золотой наперсный крест, украшенный драгоценными камнями.
В 1886 году, в 50-летний юбилей своего священства, награждён орденом св. Владимира 3-й степени.

## Семья
Был женат, имел дочь.